# Benoni
Pour les articles homonymes, voir Benoni (homonymie).
Benoni est une ville d'Afrique du Sud, située dans la province du Gauteng, à l’est de Johannesbourg. Depuis 2000, la ville fait partie de la municipalité d'Ekurhuleni.
Elle compte plus de 158 777 habitants, selon le recensement de 2011.

## Histoire

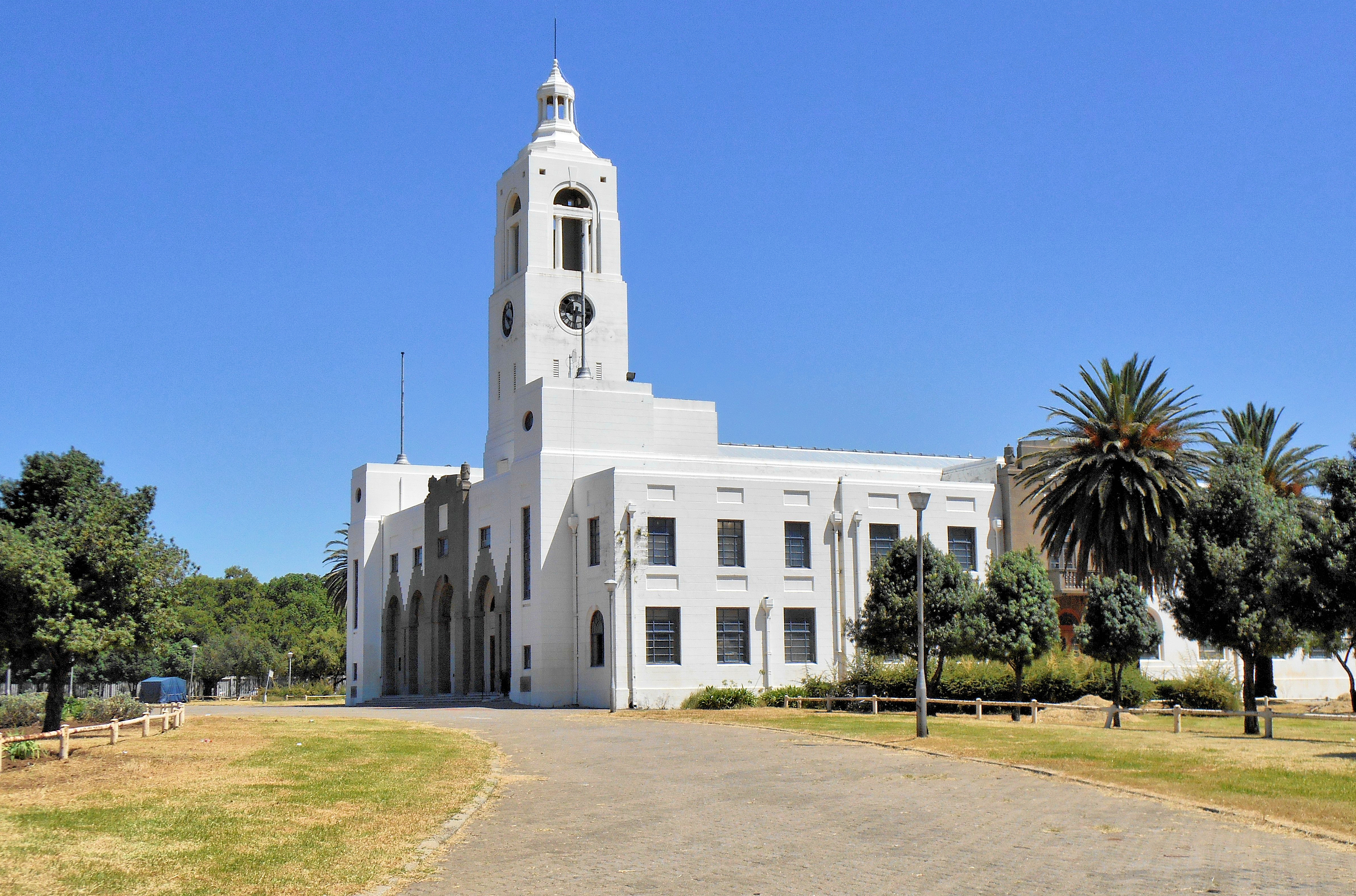
Hôtel de ville de Benoni

Benoni est fondée vers 1881 à partir de terres encore non attribuées dans la région qui fait alors partie intégrante de la République sud-africaine du Transvaal. Cette naissance difficile est peut-être la source de son appellation biblique, « Ben-Oni » (« Ben-'Owniy »), prénom hébreu donné par Rachel à son douzième fils, juste avant de mourir en couches, qui signifie « fils de ma douleur » (son père, Jacob, le renommera « Benjamin » ou « fils de ma droite »),. Il est dit aussi que Johan Rissik, arpenteur général de la République sud-africaine du Transvaal a éprouvé de la difficulté à déterminer les limites géographiques des terres non attribuées et les nomma alphabétiquement Apex, Benoni, Cloverfield, etc.
En septembre 1887, on y découvre de l’or. Ce sont des mineurs originaires de Cornouailles qui l’exploitent et la zone est un temps appelée « Little Cornwall » (les « Petites Cornouailles »).
Sir George Farrar, directeur d’une compagnie minière, fait effectuer des travaux astucieux en 1904 qui amènent l’eau des mines vers des réservoirs et des étangs en surface qui sont encore exploités de nos jours (pour les loisirs et la pêche).
Benoni acquiert le statut de municipalité du Transvaal en 1907.
En 1922, la grande grève des mineurs du Witwatersrand, appelée Révolte du Rand, affecte sérieusement Benoni qui devient l’un des foyers de la contestation.
Pendant l'apartheid (mis en œuvre à partir de 1948), les autorités font construire les townships « non-blancs » de Daveyton et Wattville, à proximité de Benoni qui demeure une enclave blanche. Le township d’Actonville accueille essentiellement des Indiens. Si l'apartheid a désormais officiellement disparu en 1991, le zonage demeure. En 1994, Benoni est intégrée dans une nouvelle province, issue de l'ancien Transvaal, et qui prend le nom de Gauteng en 1995.
Avec le recul de l’industrie minière, Benoni a dû s’adapter et s’ouvrir à l’industrie et aux services; ce qu’elle réussit à faire en profitant notamment de sa proximité avec l’aéroport international de Johannesburg.

### Circonscription électorale
Benoni fut une circonscription électorale de 1915 à 1994 représentée à la chambre de l'assemblée du parlement par : 
- Walter Madeley (Parti travailliste) de 1915 à 1945
- Thomas Osborn (Parti travailliste) de 1948 à 1953
- Leopold Lovell (Parti travailliste) de 1953 à 1958
- Donald Grant Ross (Parti uni) de 1958 à 1966
- Pieter van Vuuren (Parti national) de 1966 à 1970
- Hendrik van Eck van die (Parti uni) de 1970 à 1977
- C.R.E. Rencken (Parti national) élu en 1981

## Administration
Le 5 décembre 2000, la municipalité de Benoni (comprenant Benoni, Daveyton, Actonville, Wattville, Etwatwa) cesse d'exister pour se fondre dans la nouvelle municipalité d'Ekurhuleni (East Rand) regroupant les municipalités antérieures d'Alberton (Thokoza), Boksburg (Vosloorus, Reiger Park), Kempton Park (Tembisa), Germiston (Katlehong, Palm Ridge, Zonkesizwe), Springs (Kwa Thema, Bakerton), Nigel (Duduza), Brakpan (Geluksdal, Tsakane), Edenvale/Lethabong, le conseil métropolitain de Khayalami et l'administration du Gauteng Est.

### Maires de Benoni
- 1907-09 : Raymond Dobson[6] - deux mandats consécutifs
- 1909-1910 : J. M. Davidson
- 1910-1911 : H. T. Elliot
- 1911-1913 :J. R. Thom - deux mandats consécutifs
- 1913-1915 : George Rennie - deux mandats consécutifs
- 1915-1916 : E. Miles-Sharpe - 1er mandat
- 1916-1917 : J. E. Lapping
- 1917-1918 : Israel Kuper
- 1918-1919 : Tom Jones
- 1919-1920 : R. B. Waterson
- 1920-1921 : W. T O’Reilly-Merry
- 1921-1922 : W. H. Balfour - 1er mandat
- 1922-1923 : C. A. Rickard
- 1923-1924 : J. W. B Craggs
- 1924-1925 : George Rennie - troisième mandat
- 1925-1926 : E. Miles-Sharpe - 2nd mandat
- 1926-1927 : Arthur Henry Moore - 1er mandat
- 1927-1928 : W.H. Balfour  - 2nd mandat
- 1928-1929 : Arthur Henry Moore  - deuxième mandat
- 1929-1930 : Morris Nestadt (1896-1989)[7] - 1er mandat
- 1930-1931 : W.H. Shorten
- 1931-1933 : Thomas (Tom) Newby - deux mandats consécutifs
- 1933-1934 : Morris Nestadt (1896-1989)[7] - deuxième mandat
- 1934-1935 : Johan H. Greijbe
- 1935-1936 : Thomas Newby  - troisième mandat
- 1936-1937 : G.H. Launder
- 1937-1938 : Susan Anne Hills (parti travailliste)
- 1938-1939 : Morris Nestadt (1896-1989)[7] - troisième mandat
- 1939-1944 : George A. Watt - cinq mandats consécutifs
- 1944-1945 : A.A. Webb
- 1945-1946 : A. Dingwall
- 1946-1947 : George Walmsley - 1er mandat
- 1947-1948 : S.C. Vosloo
- 1948-1949 : George Walmsley - deuxième mandat
- 1949-1950 : Alfred E. Reid
- 1950-1951 : Morris Nestadt (1896-1989)[7] - quatrième mandat
- 1951-1952 : George A. Watt - sixième mandat
- 1952-1953 : William Albert Davey
- 1953-1954 : George Walmsley - troisième mandat
- 1954-1955 : Nancy McDowell
- 1955-1956 : Morris Nestadt (1896-1989)[7] - cinquième mandat
- 1956-1957 : Ron Hilton Howie
- 1957-1959 : Nancy McDowell - 2 mandats consécutifs
- 1959-1960 : Albertus J.J. Bekker
- 1960-1962 : Fred G.J. Johnsen - 2 mandats consécutifs
- 1962-1963 : Pauline E. Davis - 1er mandat
- 1963-1964 : Apie Cronje
- 1964-1965 : P.W. Smith
- 1965-1966 : John Buys
- 1966-1967 : Trevor E. Cook
- 1967-1968 : Pauline E. Davis - second mandat
- 1968-1969 : Ron Hilton Howie - second mandat
- 1969-1970 : Willie F. Pienaar
- 1970-1971 : Alec Potash
- 1971-1972 : Robert (Bob) H.A. Goebel
- 1972-1973 : Ken R. Brown (1927-2016)[8] - 1er mandat
- 1973-1974 : John R. Barrable
- 1974-1975 : Alan E. Raw
- 1975-1976 : Ian De Jong
- 1976-1977 : Ken R. Brown (1927-2016)[8] - 2nd mandat
- 1977-1978 : Gerhadus Hermanus Pheiffer (1922-2016)[9]
- 1978-1979 : Mrs Nilo P. Warffemuis
- 1979-1980 : Danie J. Taljaard
- 1980-1981 : Louis Johannes Swart (1926-2013)[10]
- 1981-1982 : Johan J. Lemmer
- 1982-1983 : Aubrey I. Ritz (PFP)
- 1983-1984 : Mrs Ela A. Till
- 1985-1986 : Sam Grolman
- 1986-1987 : Colonel John A. Watson (1924-2019)[11]
- 1987-1988 : Alan R. Barrable (1936-2014)[12]
- 1988-1989 : Herbert A. Grobbelaar et Phil D.C. Erasmus (6 mois chacun)
- 1989-1990 : Sam Grolman
- 1990-1991 : Len Lancaster (parti national)
- 1991-1992 : Eddie Bourhill
- 1992-1993 : Anna Taljaard
- 1993-1994 : Gerrie Kriek
- 1994 : J.S. Rabie Fourie
- 1994-1995 : Dan Mthimunye
- 1995-2000 : Ronnie Welile Kuta (-2011)
- 2000-2001 : Bavumile Vilakazi (-2005)

## Personnalités nées à Benoni
- Brian Mitchell (1961-), boxeur
- Grace Mugabe (1965-), première dame du Zimbabwe de 1996 à 2017
- Charlize Theron (1975-), actrice
- Prudence Nobantu Mabele (1976-2017), née dans le township de Wattvile, près de Benoni, militante.
- Charlene Wittstock (1978-), princesse consort de Monaco
- Brian Liebenberg (1979-), rugbyman français
- Bryan Habana (1983-), rugbyman sud-africain
- Kevin Buys (1986-), rugbyman
- Keneiloe Molopyane (1987-), paléoanthropologue sud-africaine.